# Czarna legenda Hiszpanii

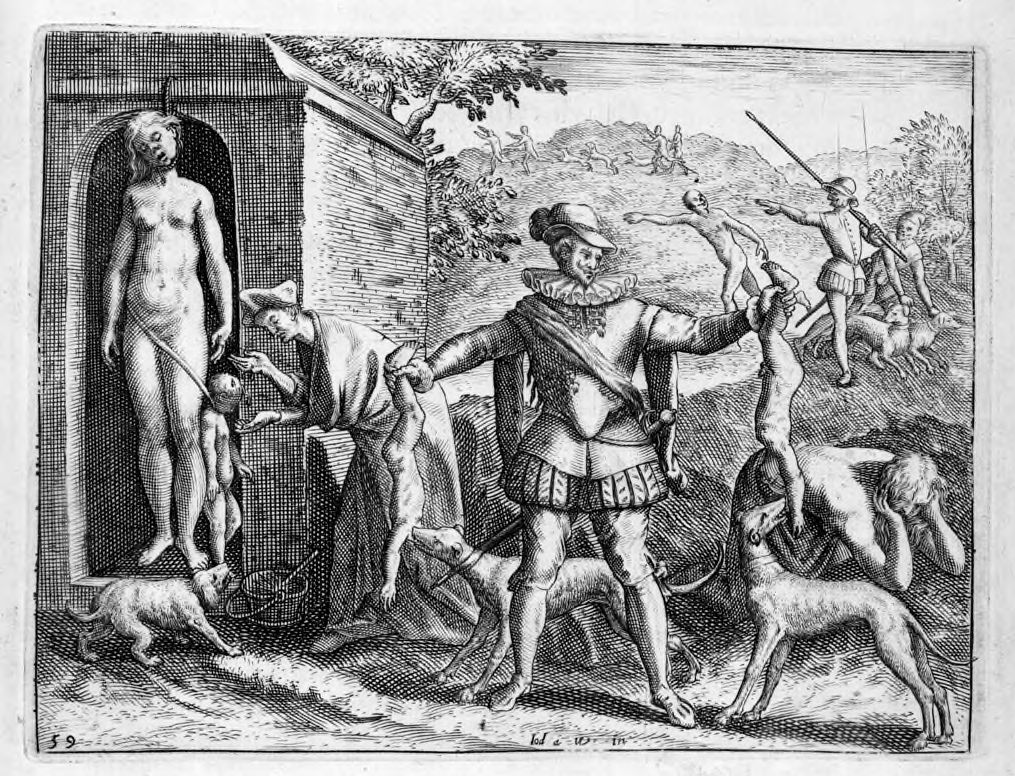
Hiszpan karmiący psy zabitymi przez siebie kobietami i dziećmi (Theodor de Bry, 1598)

Czarna legenda Hiszpanii (również: czarna legenda inkwizycji, hiszp. Leyenda negra española lub Leyenda negra de España) – termin określający sposób pejoratywnego przedstawiania Hiszpanii, ukuty począwszy od XVI wieku przez rządy krajów niesprzyjających Hiszpanii.

## Czarna legenda w Europie i na świecie
Czarną legendę zapoczątkowało dyskredytowanie tego kraju na arenie międzynarodowej przez konkurujące z nim państwa w XVI wieku. Legendę rozwijano również w wiekach późniejszych z różnym nasileniem. Przyczyny negatywnego przedstawiania Hiszpanii były zmienne i zależne od różnych czynników, np. w przypadku Holandii wynikały z chęci zrzucenia wpływów hiszpańskich, w przypadku USA czynnikiem wpływającym były spory terytorialne, Francja natomiast zainteresowana była osłabieniem pozycji sąsiada. Istotne były również spory religijne z krajami protestanckimi, zwłaszcza Anglią. Sposób przedstawiania Hiszpanii był w myśl legendy bardzo różny, ale łączyły go podstawowe czynniki – miała być ona krajem ciemnoty i zacofania opanowanym przez religijnych fanatyków, czego ukoronowaniem miała być wyjątkowo opresyjna i okrutna hiszpańska inkwizycja. Królowa Izabela I Kastylijska ukazywana była jako prześladowczyni Żydów i Maurów oraz inicjatorka wyniszczenia Indian w Ameryce Południowej.

## Czarna legenda w Polsce

### W kulturze staropolskiej

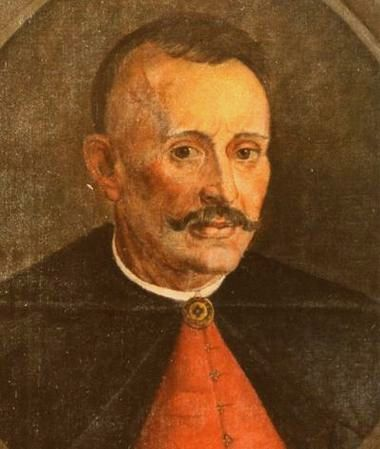
Samuel Przypkowski

Krytyczne albo bardzo krytyczne opinie o Hiszpanach, pojawiające się niekiedy w Rzeczypospolitej w XVI i XVII wieku, miały częściowo rodzimą genezę. W dobie rywalizacji między szlachtą a królem wskazywano czasem na hiszpańskich Habsburgów jako na wzorzec negatywny; również kupcy gdańscy skarżyli się na chciwość i brutalność hiszpańskich urzędników. W miarę coraz intensywniejszych wizyt Polaków w Hiszpanii zaczęły pojawiać się opinie o niebywałej pysze Hiszpanów. Jednak najczęściej nastroje antyhiszpańskie pojawiały się w tekstach polskich innowierców. Autorzy tacy jak Paweł Gilowski, Krzysztof Kraiński, Jan Niemojewski, Samuel Przypkowski, Stanisław Lubieniecki i Hieronim Moskorzowski powtarzali typowe w protestanckiej Europie czarnolegendowe tezy. Na ogół teksty te utrzymane były w tonie dyskursywnym, ale czasem przybierały formę obraźliwych szyderstw. Podobne zarzuty powtarzali czasem także autorzy katoliccy, zwłaszcza jeśli zaangażowani byli w obronę wolności szlacheckich przeciw domniemanym zakusom króla. Na ogół jednak aż do połowy XVIII wieku czarna legenda obecna była w Rzeczypospolitej w sposób marginalny. Generalnie staropolskie opinie o Hiszpanach charakteryzują się różnorodnością i nie są zdominowane ani przez krytykę, ani przez apologetykę. Ich podsumowaniem jest poświęcone Hiszpanii hasło w Nowych Atenach Benedykta Chmielowskiego; przeważa w nim „pozytywny stosunek”, choć wiele opisanych tu cech Hiszpanów można interpretować dwojako. Podobny charakter ma dwudziestostronicowe hasło poświęcone Hiszpanii w quasi-encyklopedii geograficznej Władysława Lubieńskiego.

### Oświecenie

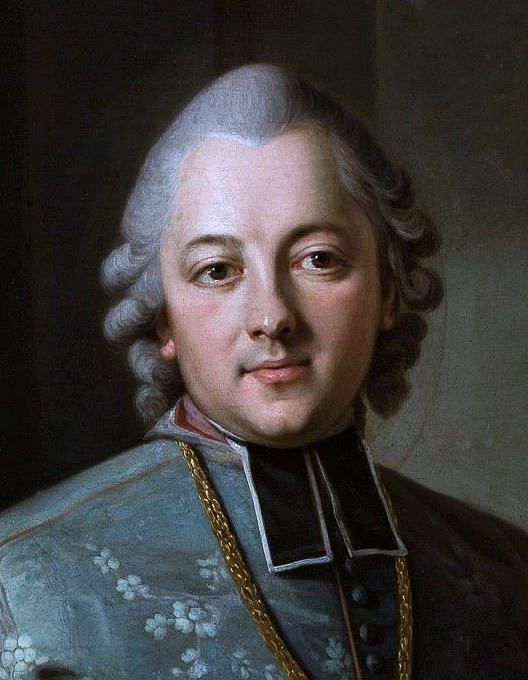
Ignacy Krasicki

Czarna legenda zadomowiła się w Polsce dopiero wraz z nadejściem Oświecenia. Przetłumaczono wtedy i wydrukowano szereg prac fundamentalnych dla czarnolegendowej propagandy w Europie zachodniej (Bartolomé de las Casas, William Robertson, Jean-François Marmontel). Zaopatrzone w polskie przedmowy czy komentarze, książki te przekazywały czytelnikowi już typowe dla antyhiszpańskiej narracji wiadomości, zwłaszcza o bestialstwach wobec Indian w Ameryce, na ogół podane z możliwie przerażającymi szczegółami. Znaczną rolę dla promocji legendy odegrała recepcja w Polsce prac francuskich encyklopedystów, kluczowych dla propagacji antyhiszpańskiej propagandy w Europie. „W oczach szermierzy Oświecenia staje się ona [Hiszpania] symbolem minionej epoki”, a krytyka Hiszpanii w Polsce osiąga w drugiej połowie XVIII wieku swoje apogeum. Choć brak jest oryginalnego polskiego tekstu, będącego jednoznacznym symbolem antyhiszpańskiej propagandy, wątki takie pojawiają się w pracach niektórych największych luminarzy tego okresu, zresztą hierarchów katolickich, takich jak Hugo Kołłątaj czy Ignacy Krasicki. W poglądowy sposób większość elementów legendy powtarza się zwłaszcza w Mikołaja Doświadczyńskiego przypadkach; protagonista powieści trafia na wyspę Nipu, której nieszczęśni mieszkańcy zapoznali się z wszelkimi przejawami hiszpańskiego barbarzyństwa. Podobne akcenty pojawiają się w pracach autorów niższej rangi, jak Wincenty Gurski czy Wincenty Skrzetuski. Niektórzy historycy w nurcie czarnej legendy umieszczają też Rękopis znaleziony w Saragossie Jana Potockiego, którego karty zaludniają „fanatyczni i okrutni Hiszpanie”.

### XIX wiek

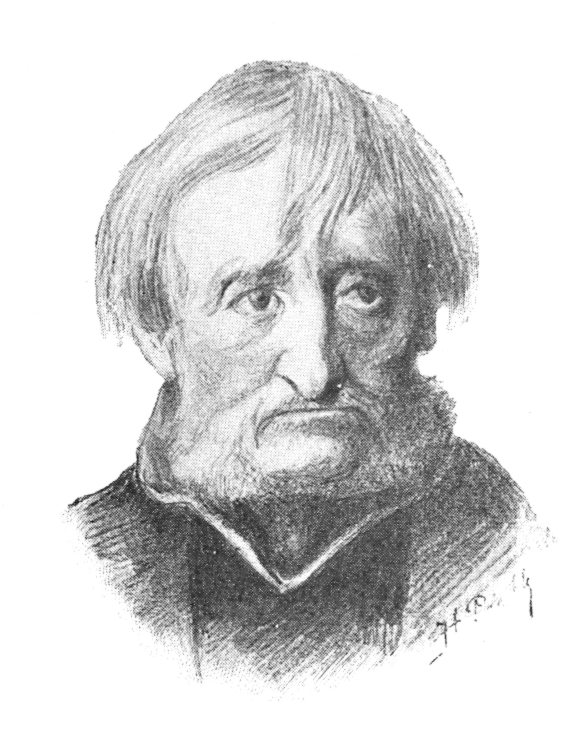
Joachim Lelewel

Zdaniem niektórych historyków w XIX wieku w kulturze polskiej nastąpiła „faza korekty” powstałego wcześniej obrazu Hiszpanii, w ramach której wątki czarnolegendowe z jednej strony straciły na ostrości i rozmyły się, a z drugiej zostały uzupełnione o nowe elementy. Ten pierwszy proces polegał na wzbogaceniu perspektywy o cechy typowe dla romantyzmu, związane z egzotyką, ludowością czy oryginalnością. Ten drugi dotyczył przede wszystkim zacofania, niekiedy uwypuklanego jako przestroga dla Polski; tak właśnie pozycjonuje Hiszpanię w swojej polsko-hiszpańskiej paraleli Joachim Lelewel, powielając niektóre elementy czarnej legendy. Niektórzy historycy uważają okres XIX wieku za czas formowania się „nowej czarnej legendy”, w ramach której Hiszpania wyłoniła się jako „kraj zacofany, zamieszkały przez ludzi niezdolnych do wysiłku, ponurych i bezmyślnych”. Część wspomnień Polaków walczących w Hiszpanii powiela tezy czarnej legendy. W wielkiej literaturze romantycznej pewne niejednoznaczne akcenty pojawiły się u Juliusza Słowackiego, ale w sporadycznych hiszpańskich odniesieniach Adama Mickiewicza przeważają akcenty negatywne, choć nie reprodukują one bezpośrednio wątków czarnolegendowych. Pierwsza polska historia Hiszpanii pióra Tomasza Dziekońskiego przedstawiała stosunkowo zrównoważony obraz, eksponujący z jednej strony romantyczny, dumny i samoistny, ale z drugiej zacofany charakter kraju. Wojna hiszpańsko-amerykańska z roku 1898 relacjonowana była w prasie polskiej stosunkowo obiektywnie; gazety wszystkich zaborów nie demonstrowały ani specjalnej antypatii, ani sympatii dla Hiszpanów. Relacje z Hiszpanii miały niekiedy charakter protekcjonalny.

### XX wiek

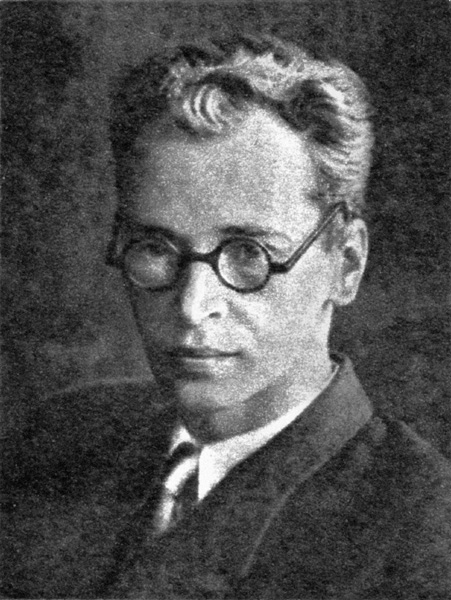
Jerzy Andrzejewski

W początkach XX wieku opinie dotyczące Hiszpanii uległy kolejnej korekcie, przejawiającej się łagodzeniem niektórych radykalnych stereotypów; i tak np. fanatyzm zastąpiony został przez „ponurość” a chciwość przez „brak zmysłu kupieckiego”. Rodząca się kultura masowa przyniosła infantylizację obrazu Hiszpanii i Hiszpanów; wątły dyskurs o cechach narodowych zastąpiony został popularnymi kliszami dotyczącymi flamenco, walk byków, donżuanerii czy w najlepszym razie mniej czy bardziej strywializowanych odniesień do mitu Don Kichota. W tym zakresie wielkiej zmiany nie przyniosły ani obie wojny światowe, ani dyktatura Franco. Niektórzy uważają, że w okresie PRL twórczo zinterpretowano pewne wątki czarnej legendy, starając się na przykładzie Hiszpanii „udowodnić tezę o jedności katolicyzmu, nacjonalizmu i faszyzmu”, a Hiszpanię po raz kolejny – po próbach Lelewela – przedstawić jako przestrogę dla Polski. W ogromny sposób do popularyzji czarnej legendy przyczyniła się powieść Ciemności kryją ziemię Jerzego Andrzejewskiego, obok Mikołaja Doświadczyńskiego najwybitniejszy przykład czarnej legendy w literaturze polskiej. Wątki czarnolegendowe marginalizowano w połowie lat 70., a niektórzy publicyści zajmowali się nawet dekonstrukcją mitu religijnie fanatycznej Hiszpanii. Z kolei po upadku komunizmu w latach 1990. pojawiły się w środowiskach postępowych próby przedstawienia nowej demokratycznej Hiszpanii jako wzoru dla Polski. Promowano na gruncie polskim zwłaszcza model hiszpańskiej transición od dyktatury do demokracji, traktując go jako argument przeciw lustracji. Na drugą połowę XX wieku przypadają też pierwsze próby analizy opinii o Hiszpanach – w tym czarnej legendy – w Polsce.

### Współcześnie
We współczesnej Polsce czarna legenda nadal funkcjonuje, choć w sposób szczątkowy i w stosunkowo łagodnej formie. Badaczka opracowań szkolnych wskazuje, że w podręcznikowym obrazie historii Hiszpanii, z jakim zapoznają się uczniowie, „w jej dziejach uwypukla się przede wszystkim elementy leżące u podstaw ‘czarnej legendy’”. Perspektywa ta jednak nie przekłada się na stosunek Polaków do Hiszpanów. Badania opinii publicznej wykazują, że Hiszpanie cieszą się dużą sympatią; pozytywne nastawienie do nich deklaruje 45% badanych, a negatywne 15%. W połowie drugiej dekady XXI wieku Hiszpanie byli piątym najbardziej lubianym narodem w Polsce. Badania nad stereotypami w Polsce wskazują, że Hiszpanie postrzegani są podobnie jak Włosi czy Francuzi jako „narody ludyczne” i wśród ich cech charakterystycznych nie wymiania się takich typowych dla czarnej legendy elementów jak okrucieństwo, fanatyzm, dewocja czy prymitywizm; nie jest jasne, czy przypisywane Hiszpanom zamiłowanie do zabawy jest pozostałością czarnolegendowej opinii o lenistwie. Na wątek dotyczący domniemanego lenistwa Hiszpanów wskazują jednak inni badacze. Jeden z nich uważa, że na typowy obraz Hiszpana w Polsce składają się 3 grupy stereotypów: te dotyczące krajów południa (towarzyscy, komunikatywni, weseli), te dotyczące krajów Zachodu (nowoczesny, zamożny, zaawansowany cywilizacyjnie kraj) i te będące nadal dziedzictwem czarnej legendy (gwałtowni, leniwi, lekkomyślni). W popularnych mediach pojawiło się kilka prób dekonstrukcji hiszpańskiej czarnej legendy. Odosobnionym przykładem systematycznego kultywowania związanych z inkwizycją wątków czarnolegendowych są powieści Anny Karbownik.